# Poki
Poki is een gratis spelletjesplatform met zijn hoofdkwartier in Amsterdam. Het platform werd gelanceerd in 2013 en heeft onder andere de exclusieve online browserspellen Crossy Road, Subway Surfers, Color Switc,Stickman Hook en Vortella's dressup. Het platform bereikt maandelijks 40 miljoen gebruikers.
Poki heeft, in de periode dat HTML5 opkwam als nieuwe technologie voor de ontwikkeling van browserspellen, enige tijd zelf spellen ontwikkeld. Later is het platform zich gaan richten op samenwerkingen met computerspelontwikkelaars.
Eind 2018 won Poki een Red Dot-award voor de nieuwe bedrijfswebsite. In 2019 won Poki ook nog een Webby Award.